# Welsh terrier
A welsh terrier az egyik legősibb kutyafajta, Wales-ből, Nagy-Britanniából, az airedale terrier egyik őse. Magyarországon csak elvétve vadásznak vele, luxuskutyaként tartják.

## Terrierek
Az egyik legősibb terrier, ősi használati céllal, de ma már modern külsővel, manapság is kiváló használati értékkel.
A fajta tagjai úgynevezett Old English Broken Haired Black & Tan Terrier egyenes ági leszármazottjai. Innen eredeztetjük a hasonló felépítésű, Brit-szigeteken kitenyésztett "hosszú lábú" terriereket (a terriereket négy csoportra osztjuk: hosszúlábúak, pl: airedale, welsh, fox, border stb., rövidlábúak, pl: cairn, skót, dandie dinmont stb., bull tipusúak, pl: angol bullterrier, amerikai staffordshire terrier stb., toy típusúak, pl: yorkshire, japán toy).

## A Welsh Terrier
A Welsh elnevezése Wales-re utal, magas hegyvidékére, amelynek lakói furfangosságukról és bonyolult nyelvezetükről híresek. A Welsh Terriert hazájában Daer-gi-Cymru-nak nevezik. Rendkívül hasonlít a drótszőrű foxterrierre, de ma még talán kevésbé "túltenyésztett", keményebb, edzettebb annál.
Feladata a gazdaságok körüli kártevők, róka, borz, patkány stb. állatok vadászata.
A föld alatti harcban csak magára számíthatott, ravaszságára, keménységére, ügyességére, gyorsaságára, megfélemlíthetetlenségére. Éppen ezért igen önálló, néhányak megfogalmazása szerint keményfejű, akaratos fajta.
Képesnek kellett lennie önállóan megtalálni az ellenfelét, kitartóan űzni, hajtani, s ha úgy alakult, akkor a saját kotorékában felülmúlni, legyőzni és a gazda számára terítékre hozni.

## Története
1885-ben Az első bajnokság Welsh Terrier: Bangor Dan Lliw (Pym x Topsy). A következő évben megalakult a Welsh Terrier Club az Egyesült Királyságban. 1895-ben az első hivatalos fajtasztenderdet kiadta a Welsh Terrier Club. 1900-ban az Amerikai Egyesült Államokban megalakult a Welsh Terrier Club of America.

## Testfelépítése
A welsh terrier zömök, közepes méretű kutya. A háta rövid, mellkasa széles. Azokban az országokban ahol ez megengedett, a farkát általában rövidre kurtítják. Egyenes lábain szépen kirajzolódnak az ízületek, mancsai kör alakúak, a macska mancsára emlékeztetők. Mérsékelten hosszú nyaka vaskos és enyhén ívelt. A fej lapos, a stop alig látható. Kis fülei magasan tűzöttek és előrehajlók. A szemek kicsik, nem lehetnek kerekek, tekintetük lelkes. A welsh terrier harapása szabályos ollószerű. Testét merev, drótszerű szőr fedi, amelynek sűrűnek és dúsnak kell lennie; alatta aljszőrzet húzódik. A leggyakoribb és a legnépszerűbb szín a vörösesbarna feketével, illetve a vörösesbarna feketével és szürkével. Lábujjain nem lehet fekete szín és a csánk alatt megjelenő fekete rajzolat vagy fekete szőrszálak kimondottan nemkívánatosak. Szemei sötét színűek.

## Vérmérséklete
A welsh terrier éber, figyelmes, bátor, vidám és mozgékony kutya. Egyszerű, kiegyensúlyozott természete van, s általában eléggé magabiztos. Értelmes, gyengéd és terrier létére eléggé engedelmes. Erősen kötődik a gazdájához. Általában nagyon szeret ásni - azok, akiknek gondozott kertjük van, ezt mindenképpen vegyék figyelembe. A welsh terrier általában türelmes a gyermekekkel szemben. Eléggé szívós kutya. Megfelelő szocializáció híján azonban előbukkanhatnak terrierszerű vonásai, főként a macskákkal és egyéb háziállatokkal szemben, amelyeket zsákmánynak fog tekinteni. A jól szocializált welsh terrier ugyanakkor kijön a többi állattal, bár a szabadban így is figyelni kell, hogy ne támadjon rá az útjába kerülő macskákra. Az idegenekkel szemben tartózkodóan viselkedhet. A kan domináns magatartást tanúsíthat más kanokkal szemben, a szuka e tekintetben szelídebb.

## Méretei
Marmagasság: 39 cm,
Testtömeg: 9–10 kg,
Várható élettartam: 14 év

## Külső hivatkozások
- Welsh terrier fajtaismertető a Kutya-Tár-ban
- Matranensis kennel Archiválva 2007. július 30-i dátummal a Wayback Machine-ben